# 세인트폴스 스쿨 (뉴햄프셔주)
세인트 폴스 스쿨(St. Paul's School)은 미국 뉴햄프셔주 콩코드에 위치한 기숙형 사립 고등학교이다. 1856년 초우트가의 조지 샤턱에 의해 설립되었으며, 1971년 남녀공학으로 바뀌었다.

## 유명한 동문
- 윌리엄 랜돌프 허스트(William Randolph Hearst) 1881, 미국 신문발행인
- 존 케리(John Kerry) 1962, 2004년 미국 대선후보, 상원의원

## 같이 보기
- 기숙학교
- 특수목적 고등학교